# HolyHell
Gli HolyHell sono un gruppo musicale power metal statunitense formatosi nel 2005.

## Storia
Joey DeMaio, già bassista della band epic metal Manowar, nel 2005 reclutò per la sua casa discografica, la Magic Circle Music, alcuni musicisti per formare gli HolyHell.
Il gruppo fece il suo debutto nel 2007 al Magic Circle Festival, assieme ai Manowar e i Rhapsody of Fire, eseguendo una cover di The Phantom of Opera con Eric Adams. Nel 2008, al Magic Circle Festival, eseguirono inoltre una loro cover di Holy Diver, in onore a Ronnie James Dio. Nel 2010, il gruppo lasciò l'etichetta: in un'intervista dello stesso anno, Maria Breon precisò che gli HolyHell non sono un prodotto dei Manowar.

## Formazione

### Formazione attuale
- Maria Breon - voce (2005-presente)
- Joe Stump - chitarra (2005-presente)
- Jay Rigney - basso (2005-presente)
- Francisco Palomo - tastiere (2005-presente)
- John Macaluso - batteria (2011-presente)

### Ex componenti
- Tom Hess - chitarra (2005-2011)
- Rhino - batteria (2005-2011)

## Discografia
Album in studio
- 2009 - HolyHell

EP
- 2007 - Apocalypse
- 2012 - Darkness Visible